# 日本私立短期大学協会
日本私立短期大学協会（にほんしりつたんきだいがくきょうかい）は、日本国内の私立短期大学を会員とする任意団体。略称は「私短協」（したんきょう）。
2024年10月18日現在の会長は、山口短期大学学長の麻生隆史。

## 概要
- 事業目標 - 私立短期大学の教育研究条件の充実向上、私立短期大学の経営の安定強化、一般財団法人大学・短期大学基準協会との連携[2]
- 事務局所在地 - 東京都千代田区九段北4-2-25（私学会館別館6階）
- 会員校数 - 273校（2024年4月1日現在）[3]。私立短期大学の統廃合や4年制大学への改組などを受け、協会の会員校数は減少傾向にある。

## 沿革
- 1950年4月10日 - 短期大学制度の発足に際し、132校を会員として設立[3]。
- 2023年11月16日 - 全国私立短期大学体育大会廃止

## 体育大会
日本私立短期大学協会は1966年から、毎年8月に全国私立短期大学体育大会を開催していた。私立の短期大学のみから参加可能な、唯一の大規模かつ全国的な体育大会であった（予選なし）。
近年は、短期大学の閉校・廃校および4年制大学への移行による学校数の減少やクラブ活動の低迷を受けて毎年参加者数が減少の一方をたどり、2023年11月16日には参加学生の減少、審判等の担い手不足、多額の支出などの理由により、大会自体が廃止された。これにより、短期大学中心の全国大会は消滅した。
開催競技一覧
※2023年廃止になるまでの大会一覧
- テニス
- ソフトテニス
- バスケットボール
- バレーボール
- バドミントン
- 卓球